# Курінний Іван Петрович
Курінний Іван Петрович (1880-1920) — лівий есер, учасник встановлення радянської влади на Донбасі, голова ревкому села Олександрівка.

## Біографія
У Курінного Петра Кириловича в Олександрівці народився син Іван. Після отримання освіти він працював в Олександрівській волості писарчуком. З початком першої світової війни був покликаний на фронт.
У травні червні 1917 Іван повернувся в Олександрівку. Іван Курінний, згруповані навколо себе солдатів — фронтовиків, відразу ж зажадав контроль над господарством великих земельних власників. У Есерівські групі назрів внутрішній конфлік між групою Курінного і Костенко.
Події восени різко змінилися. Керівництво Есерівською групою переходить до групи Івана Курінного. Осередок стає ліво-есерівським, і в жовтні 1917 створюється Перша рада селянських і солдатських депутатів. Головою ради стає Курінний.
З приходом Австро-Німецьких військ 5 квітня 1918 Курінний разом з радою евакуювався в РРФСР.
Після ліквідації влади Директорії в Олександрівці в село 5 січня 1919 повернувся Курінний, вже як більшовик. Слідом за цим відбулися вибори до сільського ревкому, головою був обраний Іван.
З приходом Добровольчої армії 10-12 червня 1919 Курінний разом з ревкомом відступив до Лозової. У волості був організованості каральний загін білої армії який убив батька Івана, Петра кинувши його в колодязь на хуторі Іванівка
Після звільнення села 3 — 5 грудня 1919 2-м полком Червоного козацтва, 15 грудня був організованості волревком на чолі з Остапом Седенком. Іван Курінний повернувся 15 лютого 1920 і знов став головою волосного ревкому. 20 травня 1920 в районі села оперували махновці й Іван покинув волость і вступив до Барвінківського загін, який вів боротьбу з махновцями.
15 червня 1920 Іван разом з ревкомом повернувся в волость, в перший же день на Івана на хуторі Михайлівка напав загін махновців і зарубали його.